# Lise Gregory
Lise Gregory (Durban, 29 agosto 1963) è un'ex tennista sudafricana.

## Carriera
In carriera ha vinto 7 titoli di doppio. Nei tornei del Grande Slam ha ottenuto il suo miglior risultato raggiungendo i quarti di finale di doppio agli Australian Open nel 1991, in coppia con l'olandese Manon Bollegraf.

## Statistiche

### Doppio

#### Vittorie (7)
| Numero | Anno              | Torneo                                          | Superficie | Compagna         | Avversarie in finale              | Punteggio     |
| 1.     | 18 ottobre 1987   | Puerto Rico Open, San Juan                      | Cemento    | Ronni Reis       | Cammy MacGregor Cynthia MacGregor | 7–5, 7–5      |
| 2.     | 31 luglio 1988    | Northern California Open, Aptos                 | Cemento    | Ronni Reis       | Patty Fendick Jill Hetherington   | 6–3, 6–4      |
| 3.     | 26 febbraio 1989  | Virginia Slims of Kansas, Wichita               | Cemento    | Manon Bollegraf  | Sandy Collins Leila Meskhi        | 6–2, 7–6      |
| 4.     | 22 luglio 1990    | Hall of Fame Tennis Championships, Newport      | Erba       | Gretchen Magers  | Patty Fendick Anne Smith          | 7-6, 6-1      |
| 5.     | 30 settembre 1990 | Sparkassen Cup, Lipsia                          | Sintetico  | Gretchen Magers  | Manon Bollegraf Jo Durie          | 6–2, 4–6, 6–3 |
| 6.     | 17 febbraio 1991  | Virginia Slims of Denver, Aurora                | Sintetico  | Gretchen Magers  | Patty Fendick Lori McNeil         | 6–4, 6–4      |
| 7.     | 28 luglio 1991    | Virginia Slims of Central New York, Westchester | Cemento    | Rosalyn Fairbank | Katrina Adams Lori McNeil         | 7-5, 6-4      |

### Doppio

#### Finali perse (6)
| Numero | Anno             | Torneo                                     | Superficie  | Compagna            | Avversarie in finale                | Punteggio     |
| 1.     | 21 maggio 1989   | WTA German Open, Berlino                   | Terra rossa | Gretchen Magers     | Elizabeth Smylie Janine Tremelling  | 7-5, 3-6, 2-6 |
| 2.     | 28 maggio 1989   | Internationaux de Strasbourg, Strasburgo   | Terra rossa | Gretchen Magers     | Mercedes Paz Judith Wiesner         | 3-6, 3-6      |
| 3.     | 25 febbraio 1990 | Virginia Slims of Oklahoma, Oklahoma City  | Cemento     | Manon Bollegraf     | Mary Lou Daniels Wendy White        | 5-7, 2-7      |
| 4.     | 17 giugno 1990   | DFS Classic, Birmingham                    | Erba        | Gretchen Magers     | Larisa Neiland Nataša Zvereva       | 6–3, 3–6, 3-6 |
| 5.     | 7 aprile 1991    | Family Circle Cup, Hilton Head             | Terra verde | Mary Lou Daniels    | Claudia Kohde Kilsch Nataša Zvereva | 4–6, 0-6      |
| 6.     | 11 agosto 1991   | Virginia Slims of Albuquerque, Albuquerque | Cemento     | Mareen Louie-Harper | Katrina Adams Isabelle Demongeot    | 7–6, 4-6, 3-6 |